# Geschützter Landschaftsbestandteil Feldgehölz im Schlage
Der Geschützte Landschaftsbestandteil Feldgehölz im Schlage mit 0,28 ha Flächengröße liegt im Stadtgebiet von Marsberg nordöstlich von Giershagen im Hochsauerlandkreis. Das Gebiet wurde 2008 mit dem Landschaftsplan Marsberg durch den Kreistag des Hochsauerlandkreises als Geschützter Landschaftsbestandteil (LB) ausgewiesen. Der LB ist umgeben vom Landschaftsschutzgebiet Freiflächen um Giershagen.

## Beschreibung
Der Landschaftsplan führt zum LB aus: „Das Schutzobjekt erfasst ein dichtes Feldgehölz auf der langgestreckten, offenen Hochfläche zwischen Giershagen und Obermarsberg. In der Baumschicht besteht es im Wesentlichen aus Eichen, in der Strauchschicht aus Hasel; etliche Lesesteinhaufen im Bestand verdeutlichen den Nutzungsverzicht an dieser Kleinfläche in intensiv bewirtschaftetem Umfeld.“
Der Geschützte Landschaftsbestandteil Feldgehölz im Schlage ergänzt laut Landschaftsplan als gliederndes und belebendes Landschaftselement und in den Biotopfunktionen der freistehenden Feldgehölze des östlich gelegenen, feldgehölzdurchsetzten Grünlandkomplexes Landschaftsschutzgebiet Warte und dient als Trittsteinbiotop zwischen dem LSG Warte und dem westlich liegenden Naturschutzgebiet Vor dem Priesterberg.

## Schutzzweck
Die Ausweisung als LB erfolgte:
- Zur Erhaltung, Entwicklung oder Wiederherstellung der Leistungs- und Funktionsfähigkeit des Naturhaushaltes
- Zur Belebung, Gliederung oder Pflege des Orts- und Landschaftsbildes
- Zur Abwehr schädlicher Einwirkungen

Der LB stellt, wie die anderen LBs im Landschaftsplangebiet, einen herausragenden Lebensraum für die ökologischen Leistungsfähigkeit des Naturhaushaltes dar. Dient ferner als landschaftsgliederndes und -belebendes Element. Die Ausweisung dient der Abwehr realer oder potenzieller schädlicher Einwirkungen durch Pflanzenentnahme, Relief- oder Gewässerveränderungen usw.